# Файнштейн, Моше
Моше (Мойше) Файнштейн (1895, Узда, современная Минская область, Белоруссия — 1986, Нью-Йорк) — крупнейший галахический авторитет еврейского народа второй половины XX века в целом и еврейства Америки в частности, президент Союза ортодоксальных раввинов и председатель Совета знатоков Торы американского центра Агуддат Исраэль, Глава иешивы «Месивта Тиферес Йерушалаим» в Нью-Йорке.

## Биография
Родился в семье раввина Узды рава Давида Файнштейна в день рождения и смерти Моисея и назван поэтому в честь него. Учился у своего отца и в иешивах Слуцка, Шклова, Мстиславля у рава Исера Залмана Мелцера. После окончания учёбы был назначен раввином Любани, затем родной Узды.
После установления советской власти подвергся гонениям как представитель религии. Несмотря на это, рав Моше не прекращал свою деятельность, продолжая сохранять все еврейские обряды в общине и во всем округе. Как к одному из единственных раввинов в этом регионе, к нему приходили вопросы от многих общин Белоруссии.
В 1936 году благодаря ходатайству родственников получил разрешение эмигрировать в США. Здесь он обосновался в Нью-Йорке в Манхеттене и получил назначение на должность главы месивты «Тиферес Йерушалаим». С этого времени росла слава этой иешивы и она начала привлекать учеников со всех крупных еврейских общин Америки. В 1943 году принял участие в «марше раввинов», требовавшем встречи с американским президентом и его вмешательства в уничтожение евреев Европы. Особенно плодотворной оказалась литературная деятельность раввина, отличавшаяся также новаторским подходом, где рав затронул все стороны технологического прогресса, проявив во всем незаурядную эрудицию.
Рав Файнштейн возглавлял объединение ортодоксальных раввинов и совет Агудат Исраэль начиная с 1960-х годов. Многие крупные раввины, как рав Йосеф Шалом Эльяшив, рав Яаков Исраэль Каневский, рав Аарон Котлер и другие с этого времени начали признавать рава Файнштейна как выдающегося раввина поколения. Рав умер в 1986 году в Нью-Йорке и похоронен в Иерусалиме на Хар ха-Менухот.

## Труды
- «Игрот Моше» — сборник ответов рава Файнштейна на письма присланные ему с галахическими вопросами, касающихся всех аспектов жизни, от абортов до использования новшеств технологии в шабат.
- «Диброт Моше»
- «Драш Моше»